# Antoni Castejón i Barrios
Antoni Castejón i Barrios (l'Hospitalet de Llobregat, 14 de setembre de 1947 - Barcelona, 4 de juliol de 1988) fou el primer meteoròleg a donar la informació del temps en català per televisió, reprenent la línia iniciada pel doctor Eduard Fontserè i Riba 50 anys enrere a Ràdio Barcelona. Llicenciat en Física, fou cap d’Informació Meteorològica de TV3.

## Biografia
Fou alumne de l'Acadèmia Almi l’Hospitalet, un centre educatiu que estava ubicat al carrer del Príncep de Bergara, i del col·legi Sant Antoni del Sr. Massot, del també barri del Centre (l'Hospitalet de Llobregat). Un cop obtingut el batxillerat superior entrà a treballar a l'Aeroport del Prat com a auxiliar de comunicacions, on conegué el servei meteorològic i va descobrir que la seva vocació era la meteorologia, cosa que el motivà a presentar-se a unes oposicions d’observador meteorològic al mateix aeroport i guanyar-les.
Castejón s'inicià en el camp de la meteorologia al llavors Servicio Meteorológico Nacional de l'estat espanyol l'1 de setembre de 1965, on estigué fins a l'any 1977 fent d'observador al departament de meteorologia de l'Aeroport del Prat. Posteriorment passà al Servei de Capçalera de Pista des del qual facilitava informació meteorològica als pilots.
El 1978 entrà al circuit català de TVE gràcies a l'informatiu nocturn que es deia "Crònica 2" i des dels seus inicis (setembre de 1983) formà part de l'equip de TV3 com a “Home del Temps”. També va col·laborar en diverses emissores de ràdio: RNE, Ràdio Peninsular, Ràdio 4, Cadena 13, etc.; així com amb articles al diari Avui i en altres diaris i revistes. Al mateix temps, prestà serveis a l’Ajuntament de l’Hospitalet de Llobregat controlant la pol·lució ambiental i la meteorologia local i organitzant, al 1983, el centre meteorològic i de vigilància de la contaminació de la seva localitat natal.
Gràcies a fer una divulgació amb el màxim rigor científic, la informació meteorològica a la Televisió, primer a Televisió Espanyola i després a Televisió de Catalunya, va assolir un molt bon nivell, equiparable a qualsevol país europeu, gràcies al fet que aconseguí fer més atractiva la presentació meteorològica per televisió, i aconseguí els millors aparells de recepció de dades, fins al punt de fer diversos viatges a Anglaterra per aconseguir, finalment el gener de 1984, un receptor d'imatges animades del satèl·lit meteosat de màxima qualitat.
Amb la seva bonhomia i do de relacions públiques establí molt bones relacions amb els centres territorials de l'Institut Nacional de Meteorologia de Barcelona (del qual estava en excedència), Palma i València; així com també amb les empreses hidroelèctriques FECSA i Hidroelèctrica de Catalunya per tal d'aconseguir més i millors dades meteorològiques.
L’Antoni Castejón fou l’impulsor de tots els models d’informació meteorològica que s'han succeït a TV3 des del seu inici: imatges animades del satèl·lit Meteosat en pantalla, presentació dels mapes meteorològics tal com es fa ara, etc. Totes aquelles innovacions, avui tan populars, que posà en marxa, feren possible que TV3 es convertís en la primera televisió d'Espanya, i una de les primeres d'Europa. Com a anècdota, cal citar que gràcies a l'animació d'imatges del Meteosat pogué identificar uns dels primers "miniciclons" a la Mediterrània (1986), avui dia coneguts com a "medicanes", que després fou confirmat i estudiat per meteoròlegs de les Illes Balears.
Castejón també feu que l'espai d'El Temps de TV3 fos capdavanter en la normalització lingüística del català en el camp de la meteorologia, emprant des dels inicis termes específics i tècnics que més tard adoptaren estudiosos de la meteorologia arreu de Catalunya. Així doncs, introduí termes que gairebé havien desaparegut del parlar de la gent com maregassa, calamarsa, clarianes o marejol, entre molts d'altres, que el comú de la ciutadania no havia sentit a dir mai. Aquest fet li comportà ser conegut popularment com en Maregassa.